# Shrirampur (Yavatmal)
Shrirampur es una ciudad censal situada en el distrito de Yavatmal en el estado de Maharashtra (India). Su población es de 9949 habitantes (2011). Se encuentra a 89 km de Yavatmal.

## Demografía
Según el censo de 2011 la población de Shrirampur era de 9949 habitantes, de los cuales 5112 eran hombres y 4837eran mujeres. Shrirampur tiene una tasa media de alfabetización del 93,27%, superior a la media estatal del 82,34%: la alfabetización masculina es del 96,45%, y la alfabetización femenina del 89,96%.